# Kenji Suzuki (Badminton)
Kenji Suzuki (jap. 鈴木 健二, Suzuki Kenji; * um 1945) ist ein japanischer Badmintonspieler. 

## Karriere
Kenji Suzuki war 1968 erstmals bei den nationalen Titelkämpfen in Japan erfolgreich, wobei er die Mixedkonkurrenz gemeinsam mit Tomiko Ariki gewinnen konnte. 1969 siegten beide erneut in dieser Disziplin. 1971 war Suzuki im Herrendoppel mit Nobutaka Ikeda erfolgreich. 1968 siegte er bei den offen ausgetragenen taiwanischen Meisterschaften.

## Sportliche Erfolge
| Saison | Veranstaltung                 | Disziplin    | Platz | Name                          |
| ------ | ----------------------------- | ------------ | ----- | ----------------------------- |
| 1968   | Japan: Einzelmeisterschaften  | Mixed        | 1     | Kenji Suzuki / Tomiko Ariki   |
| 1968   | Taiwan: Einzelmeisterschaften | Mixed        | 1     | Kenji Suzuki / Hiroe Yuki     |
| 1968   | Taiwan: Einzelmeisterschaften | Herrendoppel | 1     | Issei Nichino / Kenji Suzuki  |
| 1969   | Japan: Einzelmeisterschaften  | Mixed        | 1     | Kenji Suzuki / Tomiko Ariki   |
| 1971   | Japan: Einzelmeisterschaften  | Herrendoppel | 1     | Nobutaka Ikeda / Kenji Suzuki |